# José Octavio Cornejo Saravia
José Octavio Cornejo Saravia fue un militar argentino que fue secretario de Guerra bajo la presidencia de José María Guido.

## Reseña
Fue pasado a retiro en 1956 durante la "purga" de "lonardistas" llevada a cabo por Arturo Ossorio Arana. En la crisis de agosto de 1962 entre los "Azules" y "Colorados", ambas facciones se pusieron acuerdo en llamarlo de su retiro para nombrarlo secretario de Guerra. Así en su gestión como secretario nombró subsecretario al general Carlos Augusto Caro, comandante en jefe al general (también retirado) Juan Carlos Lorio y jefe de Estado Mayor al general Bernardino Labayrú.
En la crisis de septiembre de 1962 que culminó con la asunción de Juan Carlos Onganía (quien relevó a Lorio), el presidente Guido resolvió relevarlo de su cargo el 21 de ese mes y año.